# Görgényhodák község
Görgényhodák község (románul: Comuna Hodac) község Maros megyében, Romániában. Központja Görgényhodák, beosztott falvai Bikás, Erdődubiste, Mirigalja, Toka, Uricse, Ársica.

## Népessége
A 2011-es népszámlálás adatai alapján a község népessége 5104 fő volt.